# Hypertrofische obstructieve cardiomyopathie
Hypertrofische obstructieve cardiomyopathie (HOCM), is een erfelijke aandoening waarbij de hartspier asymmetrisch verdikt is, met name het harttussenschot ter plaatse van de zogenoemde uitstroombaan van het hart, waarbij er een belemmering van normale bloedstroom binnen het hart optreedt; een vorm van subvalvulaire aortastenose. HOCM is de obstructieve variant van hypertrofische cardiomyopathie (HCM).

## Ontstaan
De oorzaak van het ontstaan van HOCM is een genetische aanlegstoornis van de hartspiercellen waarbij de vezels van de hartspier niet parallel naast elkaar lopen, maar meer wanordelijk door de hartspiercellen lopen. Hierdoor wordt de hartspier in de loop van de jaren steeds dikker.
Genen die noodzakelijk zijn en de oorzaak kunnen zijn van HOCM zijn gelegen op chromosoom 1, 11, 14, en 15.

## Oorzaak van klachten
Bij het steeds dikker worden van de hartspier en met name van het harttussenschot wordt het steeds moeilijker bloed het hart uit de linkerhartkamer te pompen. Wanneer het voorste blad van de klep tussen boezem en kamer en het hypertrofische septum elkaar raken, wordt het uitstroomtraject naar de aorta vernauwd, waardoor een aortastenose ontstaat.

## Therapie
Middelen die de contractie feller maken zijn gecontraïndiceerd; beter kunnen 
bètablokkers of calciumantagonisten voorgeschreven worden. Operatief kan de hypertrofie verminderd worden.
Bij ernstige hartritmestoornissen is er de mogelijkheid een automatische interne defibrillator te implanteren.